# Генрі Ліланд
Ге́нрі Лі́ланд (англ. Henry Leland; 16 лютого 1843 — 26 березня 1932) — американський інженер, винахідник і промисловець, засновник автомобільних компаній Cadillac і Lincoln.

## Початок кар'єри
У юні роки працював механіком на пароплавах, на фабриці з виробництва машинок для шиття. Під час Громадянської війни Генрі Ліланд працював механіком на зброярському складі у Спрігфілді. Згодом він став механіком-конструктором на заводі "Браун і Шарп" (Browne & Sharpe). Після переїзду заводу до Детройта 1890 року заснував фірму "Ліланд і Фолкнер" (Leland and Faulconer), яка займалася литтям і штамповкою металу, виробляла автомобільні двигуни та елементи шасі.

## Cadillac
У 1903 році сконструював свій автомобіль Каділак. Це була "Модель А", виробництво якої тривало 7 років. За участі підприємця Уїльяма Мерфі Генрі Ліланд створив свою компанію Cadillac на базі реорганізованої «Компанії Генрі Форда», яку на той момент хотіли закривати.
Особливу увагу він приділяв точності обробки деталей та їх взаємозамінності. Велике враження на публіку справив його новаторський рекламний трюк, продемонстрований компанією в 1907 році в Брукленді, поблизу Лондона: три автомобілі Каділак розібрали на очах у сотень глядачів і знову зібрали, вибираючи деталі з загальної купи. А потім знову зібрані автомобілі проїхали 800 км без жодної поломки.

## Lincoln
1917 року Ліланд залишив посаду президента компанії Cadillac і заснував нову – Lincoln Motor. Під час Першої світової війни компанія виробляла авіадвигуни V12, а після її закінчення перейшла на виробництво автомобілів, і перша модель мала двигун V8. 1922 року компанія перейшла до Генрі Форда.

## Вклад в автомобілебудування
Ліланду вдалося зробити чимало для вдосконалення автомобілів: він уперше встановив на своїх машинах електричний стартер і 8-циліндровий двигун оригінальної V-подібної форми, також він виробив перший у світі автомобіль із металевим дахом (до того дахи авто робилися з дерева) – це був Cadillac Osceola.